# 襄阳县学宫
32°01′13″N 112°08′38″E / 32.02028°N 112.14389°E
襄阳县学宫位于中国湖北省襄阳市襄城区积仓街襄阳市第五中学校内，现仅存泮池和大成殿，大成殿1992年被列为湖北省文物保护单位。
大成殿建于清朝道光二年(1822年)，面阔五间，宽17.8米，深11米，重檐歇山顶，中间五架抬梁，两山穿斗构架。殿下台基高1米，台阶“二龙戏珠”石雕为明时孔庙遗留，长2.2米，高1.4米。殿前80米处有泮池，凿于道光二年，呈半月形，直径为10米，上有小拱桥。

## 文物保护情况
2013年3月5日，以“襄阳学宫大成殿”的名义被湖北省人民政府列为第三批湖北省文物保护单位。
其保护范围为：襄阳学宫大成殿及周围一定范围。以大殿外墙为界，东、西、北面各向外延伸5米，南面向外延伸至状元桥南端。
其建设控制地带为：以保护范围为界，四周各向外延伸25米。

## 图片

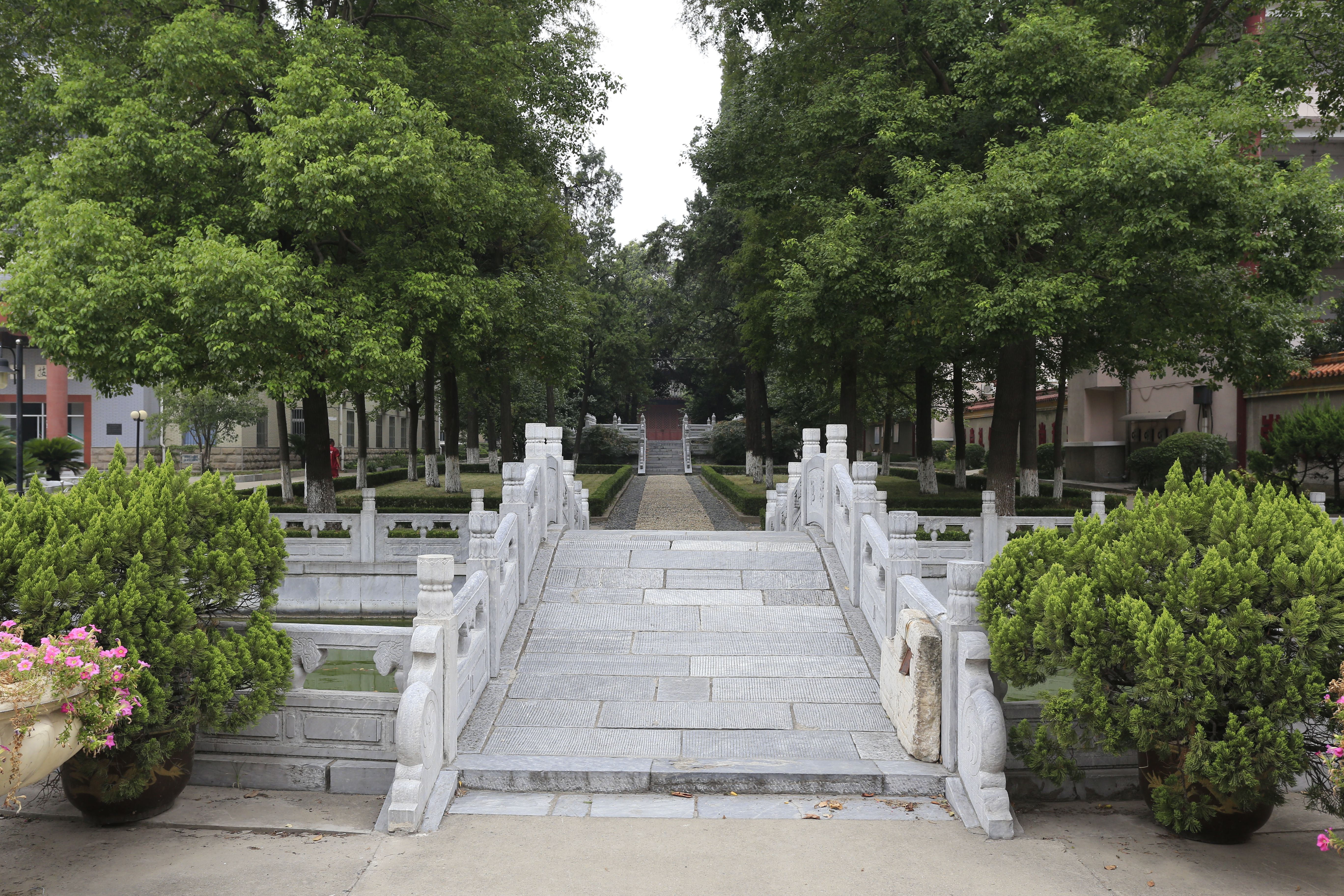
泮池
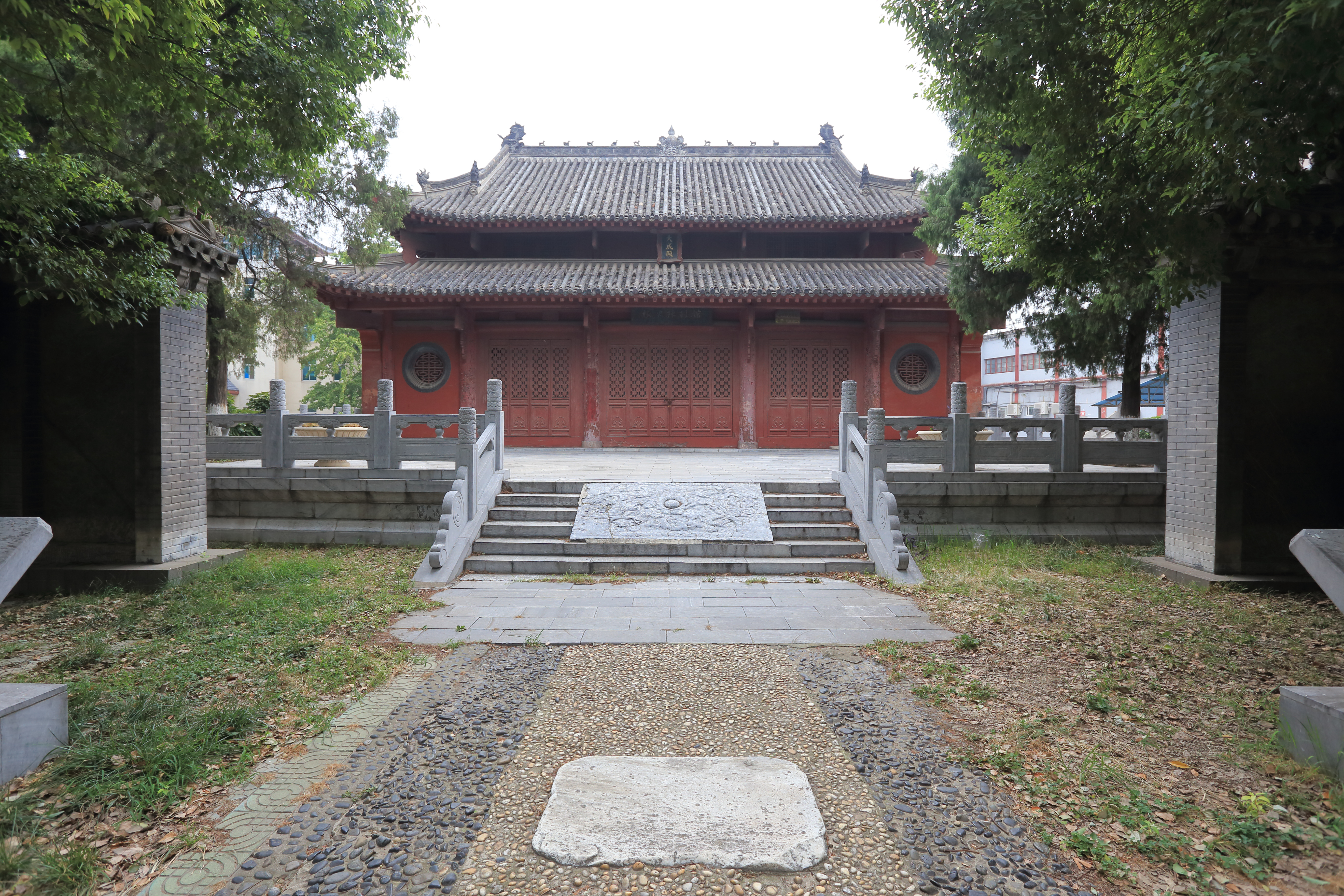
大成殿及月台
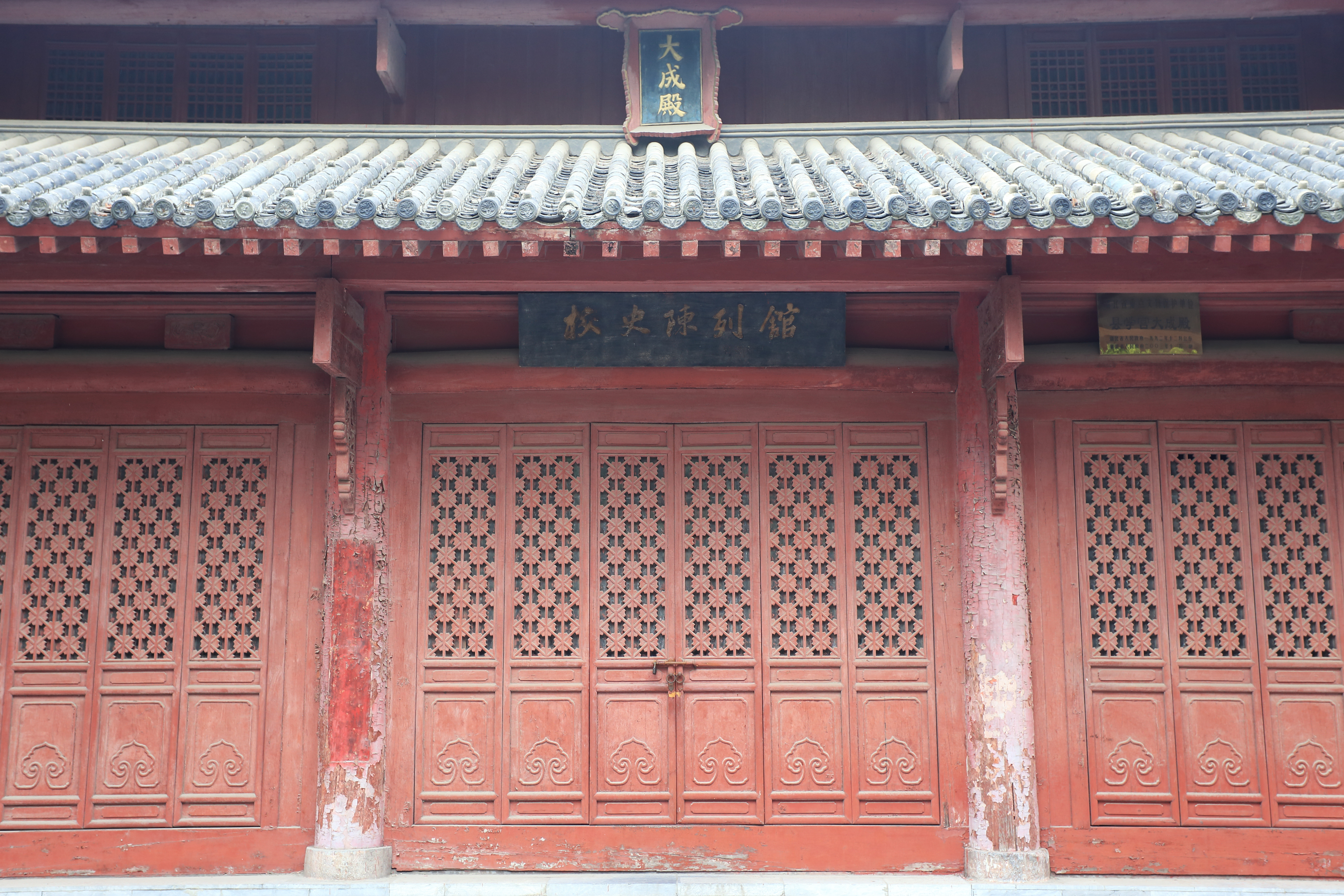
大成殿
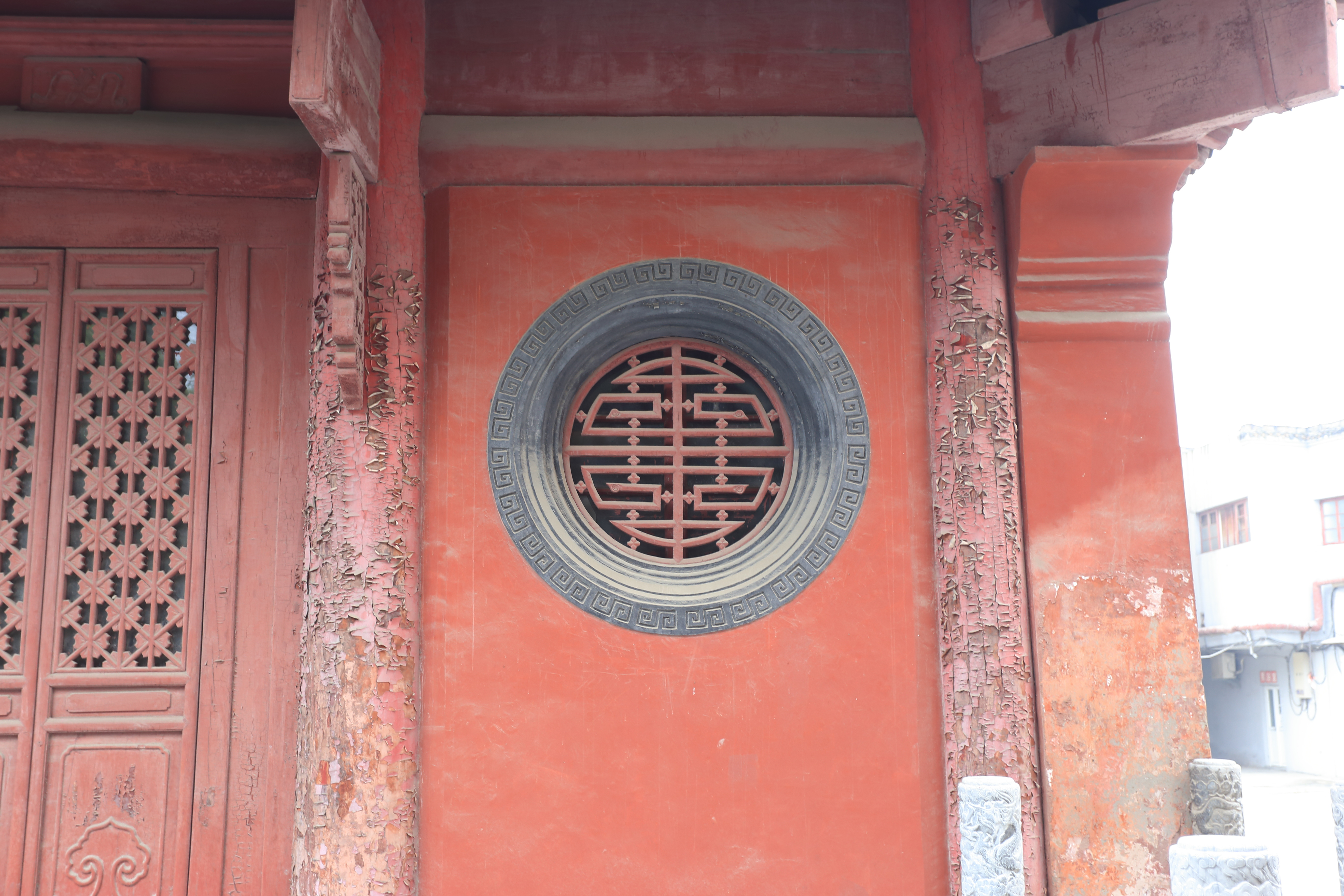
大成殿
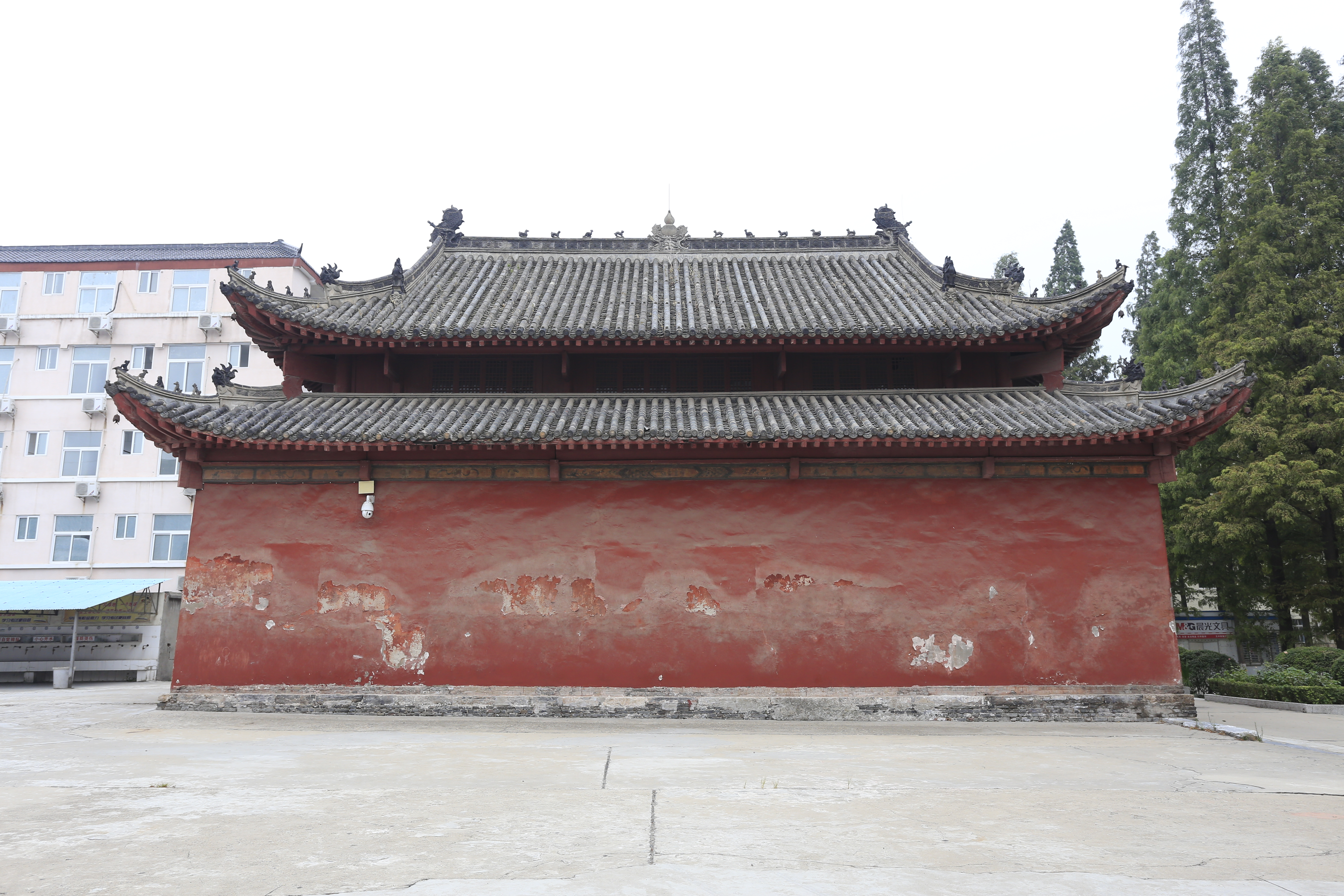
大成殿后侧